# کوه لون واکر
کوه لون واکر (به انگلیسی: Lone Walker Mountain) یک کوه در ایالات متحده آمریکا است که در مونتانا واقع شده‌است. کوه لون واکر ۲٬۵۹۱٫۴۴ متر بالاتر از سطح دریا واقع شده‌است.